# Юліус Гюттер
Юліус Йозеф Гюттер рицар фон Гюттерсталь (нім. Julius Josef Hütter ritter von Hüttersthal; 20 червня 1773, м. Відень — 27 січня 1839, м. Відень) — австрійський юрист, доктор філософії, ректор Львівського університету (1820—1821).

## Життєпис
Проходив практику у земельному суді, з 1795 року юрисконсульт Тарновського земського суду, з 1796 року земельний радник; з 1802 року член львівського Ляндрату; під час франко-австрійської війни 1809 року узятий в заручники польським загоном генерала Александра Рожнецького, звільнений у 1810 році. У 1807—1823 роках директор філософського факультету, у 1820/1821 академічному році ректор Львівського університету та голова університетської Консисторії (Сенату), ц. і к. радник шляхетського та апеляційного судів, з 1823 року віце-президент апеляційного суду, депутат Галицького станового сейму, згодом ц. і к. надвірний радник найвищої категорії.
Під час керівництва філософським факультетом зумів перетворити його на основний в університеті, дбав про будівництво нового корпусу, організацію та комплектування бібліотеки Львівського університету, організацію нових кафедр, зокрема, вищої математики, астрономії, естетики та історії культури і мистецтв, загальної та польської літератури, історії філософії, археології та нумізматики, старослов'янської дипломатики, геральдики. Перед австрійською владою доводив важливість вивчення польської та інших слов'янських мов, у тому числі української, у Львові. Після відновлення прав Львівського університету 1817 року як директор філософського факультету клопотав про створення кафедри хімії та ботаніки, розширення колекції кабінетів фізики та натуральної історії. Прихильник створення польського театру у Львові. Згодом (не пізніше 1825) переїхав до Богемії.
Автор праці «Dankrede für die Dekorierung des Professors Franz Kodesch mit einer goldenen Ehrenmedaille» (Львів 1813).